# Cheap Monday
Cheap Monday var ett svenskt klädmärke som ägdes av Fabric Scandiavia, och sedermera köptes av H&M och nu är ett dotterbolag till H&M vid namn Weekday Brands Ab. Klädmärket skapades av Lars Karlsson, Örjan Andersson och Adam Friberg och började säljas den 10 mars 2004, från början endast i butikskedjan Weekday till att senare distribueras till återförsäljare över hela Europa och USA. Jeansen var till en början väldigt åtsittande och har blivit förknippade med alternativa musikstilar såsom indie och emocore. Senare använde H&M märket på allt från skor till tröjor.
Den 27 november 2018 meddelade H&M att märket skrotas.